# Tornerose (film fra 1959)
 For alternative betydninger, se Tornerose (flertydig). (Se også artikler, som begynder med Tornerose)
Tornerose (originaltitel: Sleeping Beauty) er en tegnefilm fra 1959 produceret af Walt Disney og udgivet den 26. december 1959 i Danmark. Den 16. i rækken af Disneys klassikere og den sidste tegnefilm produceret af Walt Disney, der blev baseret på eventyr (efter hans død, vendte studiet tilbage til denne genre med Den lille havfrue fra 1989). Filmen er baseret på folkeeventyret Tornerose som nedskrevet af Brødrene Grimm.
Prinsesse Aurora, filmens hovedperson, medvirker i mindre end 18 minutter af filmen, og det med hendes tid som spædbarn.

## Plot
I det 14. århundrede bliver den nyfødte prinsesse Aurora opkaldt efter den romerske gudinde for daggryet, fordi hun bringer lys og glæde ind i sine forældres, kong Stefan og dronning Lea, liv. Allerede som spæd er hun lovet bort til den lille prins Philip, søn af kong Hubert. Til hendes dåb kommer de gode feer, Flora (rød), Fauna (grøn) og Magsvejr (blå) for at velsigne hende. Flora giver hende gaven skønhed, mens Fauna giver hende evnen til at synge. Men før Magsvejr når at give Aurora sin gave, kommer den onde fe Malavia til dåben. Malavia er vred over ikke at være inviteret til dåben, så hun forbander den lille prinsesse. Forbandelsen går på, at hun inden sin 16-års fødselsdag vil stikke sig på en spinderok og dø. Magsvejr kan dog svække forbandelsen, så Aurora kun vil falde i en dyb søvn og først blive vækket af et ægte kærlighedskys. Selv om kong Stefan beordrer alle spinderokke i landet brændt, ved de gode feer, at Malavia ikke er til stoppe, så de tager Aurora med ud til en hytte i skoven til hendes 16-års fødselsdag. Feerne vil agere tanter og ikke bruge magi for at beskytte prinsessen.
År senere er Aurora, kaldt Tornerose, vokset op og blevet en smuk ung kvinde med de gaver hun fik af Flora og Fauna. Selv om hun er meget smuk, bekymrer hun sig ikke om sit udseende, men er meget romantisk og går rundt og venter på kærligheden. På dette tidspunkt er Malavia meget irriteret over sine håndlangere, troldes inkompentence og sender sin ravn Diablo for at lede efter Aurora.
Dagen før Auroras 16-års fødselsdag vil feerne give hende en kjole og en kage. Men deres forsøg ender i en katastrofe og de beslutter at bruge deres tryllestave, hvilket giver et skænderi mellem Flora og Magsvejr, der begge vil have, at kjolen skal have "deres" farve. Desværre skaber dette skænderi opmærksomhed og Diablo finder hytten med prinsessen og feerne. Imens går Aurora rundt i skoven og plukker bær og synger med dyrene i skoven, hvilket fanger prins Philips opmærksomhed, der er blevet en smuk ung mand, da han rider en tur i skoven. Så snart de mødes, forelsker de sig. Da Aurora indser at hun skal tilbage til hytten, flygter hun uden at få prinsens navn at vide. Til trods for at hun lover, at de skal mødes igen, afslører feerne sandheden om hendes fødsel og tager hende med tilbage til slottet til hendes forældre.
Tilbage på slottet lykkedes det desværre for Malavia at lokke Aurora væk fra sit værelse og hen til en spinderok. I Malavias magt lokkes Aurora til at røre ved tenen, og forbandelsen går i opfyldelse. De gode feer lægger Aura i seng med en rød rose i hånden og lægger hele kongeriget i en dyb søvn i 100 år. Samtidig prøver kong Hubert forgæves at fortælle kong Stefan, at hans søn, prins Philip, har forelsket sig i en simpel bondepige han har mødt i skoven. Ude i skoven ankommer prins Philip til hytten, hvor Malavias håndlangere venter og fanger ham. De tager ham med til Malavias borg på "Det Forbudte Bjerg", for at forhindre ham i at kysse Tornerose. Men feerne sniger sig ind i borgen og befrier prinsen. Bevæbnet med "sandhedens sværd" og "dydens skjold", kæmper Philip sig igennem alle forhindringer for at komme til kong Stefans slot. Det ender med at han også skal kæmpe mod Malavia, der nu har taget form af en ildsprudende drage. Sværdet, der er fortryllet af feernes magi, kaster Philip lige i dragens hjerte og dræber Malavia, og hun forsvinder i en mørk tåge. Philip klatrer op til Auroras kammer og kysser hende og befrier hende dermed fra forbandelsen. Kongeriget vågner og filmen slutter med at Philip og Aurora danser, mens Flora og Magsvejr, igen, skændes om kjolens farve.

## Skuespillere
| Amerikanske skuespillere | Danske skuespillere    | Rolle            |
| ------------------------ | ---------------------- | ---------------- |
| Mary Costa               | Ellen Winther Lembourn | Prinsesse Aurora |
| Bill Shirley (en)        | Preben Uglebjerg       | Prins Phillip    |
| Taylor Holmes (en)       | Ove Sprogøe            | Kong Stefan      |
| Bill Thompson (en)       | Bjørn Puggaard-Müller  | Kong Hubert      |
| Verna Felton (en)        | Ellen Gottschalch      | Flora            |
| Barbara Jo Allen (en)    | Inge Ketti             | Fauna            |
| Barbara Luddy (en)       | Kirsten Rolffes        | Magsvejr         |
| Eleanor Audley (en)      | Berthe Qvistgaard      | Malavia          |

## Nomineringer
Academy Awards
- 1960: Nomineret – "Best Music, Scoring of a Musical Picture" – George Bruns

Grammy Awards
- 1959: Nomineret: "Best Soundtrack Album, Original Cast – Motion Picture or Television"

Young Artist Awards
- 1980: Nomineret: "Best Musical Entertainment Featuring Youth – TV or Motion Picture"